# Pegia
Pegia  es un género de plantas con cinco especies,  perteneciente a la familia de las anacardiáceas.

## Taxonomía
El género fue descrito por Henry Thomas Colebrooke y publicado en Transactions of the Linnean Society of London 15: 364. 1827. La especie tipo es: Pegia nitida

## Especies
| - Pegia bijuga - Pegia colebrookiana - Pegia nitida - Pegia philippinensis - Pegia sarmentosa |